# トランシリアンH線
H線（アッシュせん、フランス語: Ligne H）は、フランス国鉄（SNCF）によって運営されているフランスの首都パリとその大都市圏（イル＝ド＝フランス地域圏）で運行されているトランシリアンの路線である。パリ市内北部のパリ北駅から、パリ近郊北部のリュザルシュ駅、ポントワーズ駅、ペルサン＝ボーモン駅、クレイユ駅までを南北に結ぶ。2001年に開業。

## 概要
パリ北駅からモンスール＝マフリエとヴァルモンドワを経由して、リュザルシュ、ポントワーズ、ペルサン＝ボーモン、クレイユを結ぶ。
元々は1846年から1880年まで開通していたパリ北部郊外鉄道ネットワークの北西部に接続する形で、2001年に運行開始された。全長は138kmで、平日は毎日476本の列車が運行している。運営は、フランス国鉄（SNCF）の子会社SNCF Voyageursがしている。2013年には平日1日平均202,500人の乗客を輸送した。
路線のほぼ全域がイル＝ド＝フランス地域圏にあるため、イル＝ド＝フランス・モビリテ（IdFM）の管轄下にあるが、ブリュイエール＝シュル＝オワーズ駅以遠の地域はオー＝ド＝フランス地域圏のオワーズ県にあり、管轄外となっている。そのため、これらの駅はイル・ド・フランスの運賃ゾーンの対象外。

H線の路線図